# Association pour le soutien du Trône
L'Association pour le soutien du Trône (大政翼賛会, Taisei yokusankai) est une structure politique créée par le Premier ministre Fumimaro Konoe le 12 octobre 1940 afin de supprimer le sectarisme et d'instaurer un parti unique totalitaire au sein de l'empire du Japon. Ce parti devait maximiser l'effort de guerre totale contre la Chine.

## Origines
Les courants militaristes de l'empire du Japon et l'implication du cabinet Konoe permirent, dès 1938, l'instauration de mesures législatives comme la loi de mobilisation générale de l'État, visant à supprimer la liberté de la presse et à promouvoir la « guerre sainte » (seisen) contre la Chine, envahie depuis l'été 1937.
Une seconde étape fut franchie en octobre 1940 avec la mise en place de la Taisei yokusankai, une initiative visant à regrouper tous les partis politiques en une seule entité et à chapeauter les tonarigumi, les associations de voisinage destinées à promouvoir la « guerre sainte » pour instaurer un « nouvel ordre en Asie orientale ».
Seul le parti Tōhōkai a pu quitter l’Association, en 1941, ce parti considérant que le gouvernement Tōjō ne suit pas d’assez près l’exemple de réorganisation de la société donnée par les partis fasciste et nazi en Europe.
Cette entité fut renforcée en 1942 par le premier ministre Hideki Tōjō, qui obligeait tous les députés à appartenir à la Yokusan seijikai, ou Association politique d'assistance, de nouveau renforcée en 1945 pour devenir la Dai nihon seijikai ou Association politique du Grand Japon.
L'Association se dispersa d'elle-même le 13 juin 1945 pour donner naissance à des milices ou "compagnies nationales des braves" (Kokumin Giyū Sentōtai) prêtes à sauver dans un ultime combat le Japon sur son propre territoire,.

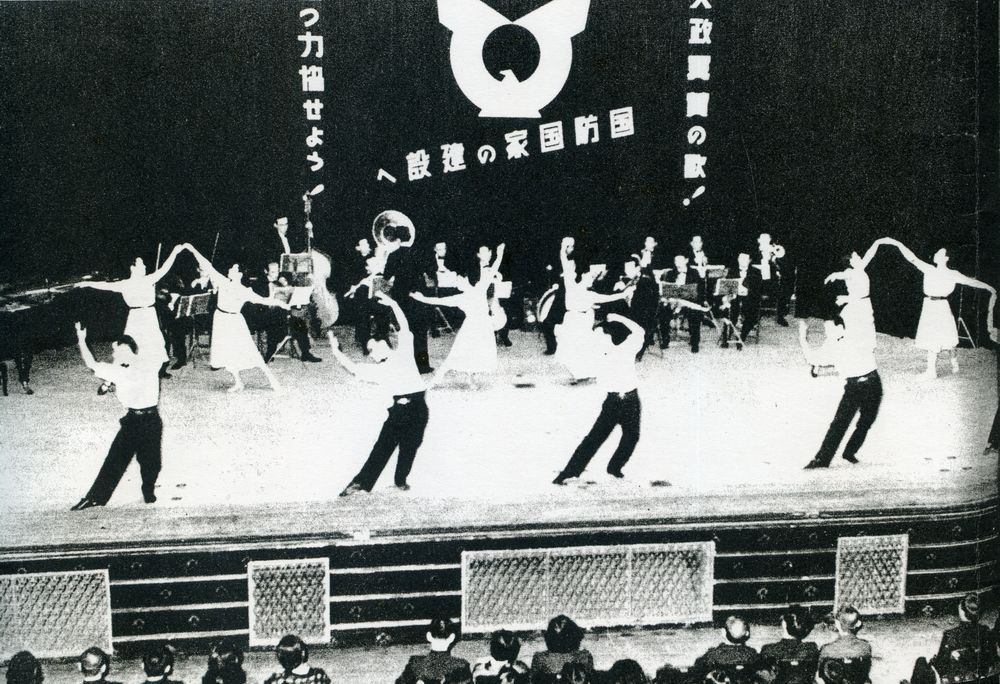
Cérémonie officielle de la fondation de la Taisei yokusankai.